# Хребет-Уральский
Хребе́т-Ура́льский — посёлок в Свердловской области России, административно подчинённый городу Кушве. Входит в Кушвинский муниципальный округ. Расположен при одноимённом остановочном пункте Свердловской железной дороги.
Ранее посёлок входил в состав Азиатского сельсовета города Кушвы.

## География
Посёлок Хребет-Уральский расположен на возвышенности, в горной, лесистой местности возле цепи Уральских гор, у истока реки Туры. В четырёх километрах к западу проходит водораздел, где помимо Туры берут свои истоки реки Малая Именная, Серебряная и Тискос.
Часовой пояс
Хребет-Уральский, как и вся Свердловская область, находится в часовой зоне МСК+2. Смещение применяемого времени относительно UTC составляет +5:00.

## История
Основание посёлка связано со строительством Горнозаводской железной дороги во второй половине XIX века. Цитатата из журнала «Железнодорожный транспорт»: «Особенно тяжело пришлось на трассе Чусовская — Кушва, длиной в 172 версты. Постройка этого участка среди непроходимых лесов и сплошных гор требовала огромных усилий.». Первые поезда здесь прошли в 1878 году. Этот год и считается годом основания посёлка.
В 2003 году в честь 125-летия Горнозаводской железной дороги для привлечения туристов на станции была установлена символическая мраморная стела «Европа/Азия» с направленными на восток и на запад стрелами-указателями.

## Культура
В посёлке Хребет-Уральский живут и работают несколько искусных мастеров резьбы по дереву и по изготовлению декоративных берестяных туесков. Из достопримечательностей посёлка, помимо мемориального знака при станции, можно отметить красивую лесную аллею, напоминающую парк, переходящий в лес.

## Население
| 2002 | 2010 |
| ---- | ---- |
| 37   | ↘21  |

Структура
По данным переписи населения 2002 года, русские составляли 73 % от общего числа жителей Хребта-Уральского. По данным переписи 2010 года, в посёлке проживали 14 мужчин и 7 женщин.

## Инфраструктура
Посёлок находится при остановочном пункте Хребет-Уральский Свердловской железной дороги. Здесь останавливаются электропоезда, следующие на участке Чусовская — Нижний Тагил.
Ближайшие больница, школа и магазин находятся в соседнем посёлке Азиатская.

## Галерея
- Стела «Европа/Азия» при станции
- Табличка на стеле, сентябрь 2010 года